# The Informer (film 1912)
The Informer è un cortometraggio muto del 1912 diretto da D.W. Griffith.

## Produzione
Il film fu prodotto dalla Biograph Company. Venne girato a New York e a Milford, in Pennsylvania.

## Distribuzione
Distribuito dalla General Film Company, il film - un cortometraggio di una bobina - uscì nelle sale cinematografiche  statunitensi il 21 novembre 1912. La Moving Pictures Sales Agency lo distribuì nel Regno Unito il 26 gennaio 1913. Ne venne fatta una riedizione  che uscì il 17 luglio 1916.
Una copia incompleta della pellicola in nitrato recuperata all'UCLA Film and Television Archive nel 1999, nel 2000 è stata donata alla Library of Congress.